# Батоишка
Бато́ишка (Бато́юшка, Бото́юшка) — река в Берёзовском районе Красноярского края. Впадает в Есауловку слева на расстоянии 14 км от устья, у деревни Киндяково. Длина реки — 21 км

## Данные водного реестра
По данным государственного водного реестра России и геоинформационной системы водохозяйственного районирования территории РФ, подготовленной Федеральным агентством водных ресурсов:
- Бассейновый округ — Енисейский
- Речной бассейн — Енисей
- Речной подбассейн — Енисей между слиянием Большого и Малого Енисея и впадением Ангары
- Водохозяйственный участок — Енисей от Красноярского гидроузла до впадения реки Ангары без реки Кан

## Населённые пункты
Населённые пункты на реке (расположение вниз по течению):
- деревня Красная Сибирь (4 км),
- деревня Лопатино (7 км),
- село Вознесенка (13 км),
- деревня Челноково (19 км),
- деревня Киндяково (21 км).